# سميث إس. ويلكينسون
سميث إس. ويلكينسون (بالإنجليزية: Smith S. Wilkinson)‏ هو سياسي أمريكي، ولد في 1824. حزبياً، نشط في الحزب الجمهوري. وقد انتخب عضو مجلس ولاية ويسكونسن.